# Hard Times (sång)
Hard Times är den andra singeln från den brittiske singer-songwritern Patrick Wolfs fjärde studioalbum The Bachelor. Singeln släpptes 6 juli 2009, och saknar B-sida. Musikvideon till Hard Times är regisserad av Ace Norton.